# Батурин, Иван (футболист)
Иван Батурин (латыш. Ivans Baturins; 25 июня 1997) — латвийский футболист, вратарь.

## Биография
На юниорском уровне выступал за украинский клуб «Княжа» (Счастливое) и немецкий «Кобленц». В сезоне 2015/16 дебютировал во взрослом футболе, сыграв 22 матча в Лиге Рейна (шестой дивизион Германии) за второй состав «Кобленца».
Летом 2016 года перешёл в латвийский «Вентспилс», где в первых двух сезонах не играл за основную команду. Дебютировал в высшей лиге Латвии 4 ноября 2018 года в матче против РФС (2:1), отыграв полный матч. Всего в 2018 году сыграл 2 матча в чемпионате Латвии и стал серебряным призёром, а также провёл один матч на ранних стадиях Кубка Латвии, где его клуб дошёл до финала. В 2019 году принял участие в 17 из 32 сыгранных матчей «Вентспилса» и стал бронзовым призёром чемпионата. В 2020 году был основным вратарём аутсайдера высшей лиги «Тукумс 2000».
В 2021 году перешёл в эстонский клуб «Легион» (Таллин) и стал его основным вратарём. По итогам сезона 2021 года клуб финишировал на пятом месте в чемпионате Эстонии, что стало его лучшим результатом в истории. Перед началом сезона 2022 года большинство игроков-профессионалов покинули «Легион» из-за финансовых проблем, однако Батурин остался в клубе. В 2023 году, после того как «Легион» покинул высшую лигу, игрок перешёл в состав дебютанта лиги «Харью» (Лаагри), за сезон сыграл все 36 матчей без замен, а его клуб финишировал последним.
В 2024 году перешёл в литовский клуб «Джюгас» (Тельшяй)
Вызывался в сборные Латвии младших возрастов, но в официальных матчах не играл.

## Достижения
- Серебряный призёр чемпионата Латвии: 2018
- Бронзовый призёр чемпионата Латвии: 2019
- Финалист Кубка Латвии: 2018